# L'Enfant du lundi
Pour plus de détails, voir Fiche technique et Distribution.
L'Enfant du lundi (La chica del lunes) est un film argentin réalisé par Leopoldo Torre Nilsson, sorti en 1967.

## Synopsis
Une famille déménage à Porto Rico et est confronté à la pauvreté de l'île.

## Fiche technique
- Titre : L'Enfant du lundi
- Titre original : La chica del lunes
- Réalisation : Leopoldo Torre Nilsson
- Scénario : André Du Rona, Noelle Gilmour, Beatriz Guido et Leopoldo Torre Nilsson
- Musique : Oscar López Ruiz
- Photographie : Álex Phillips Jr.
- Montage : Jorge Gárate et Chuck Workman
- Production : André Du Rona
- Société de production : Contracuadro
- Pays de production :  Argentine
- Genre : Drame
- Durée : 78 minutes
- Date de sortie : 
  -  Argentine : 18 juillet 1967

## Distribution
- Arthur Kennedy : Peter Richardson
- Geraldine Page : Carol Richardson
- Deborah Reed : Alice Richardson
- Graciela Borges : Nina
- Roberto Parilla : Marlon
- José de San Antón : le père Florentin
- Art Merril : le pasteur Barriebo
- Issa Sanchez : Maria Carita
- Camilo Carrau

## Distinctions
Le film a été présenté en sélection officielle en compétition au Festival de Cannes 1967.